# Autobahn 19 (Belgien)
Die belgische Autobahn 19, französisch Autoroute 19, niederländisch Autosnelweg 19 genannt, beginnt in Kortrijk und endet in Ieper. Ihre Gesamtlänge beträgt 25 km.

## Geschichte
Die Streckenführung wurde am 7. Juli 1972 durch einen königlichen Erlass festgelegt. Trotz Protesten von Landwirten wurde 1973 mit Enteignungen begonnen. Am 17. Dezember 1980 wurde der südliche Teil der Autobahn eröffnet, am 17. November 1981 der nördliche.

## Bilder

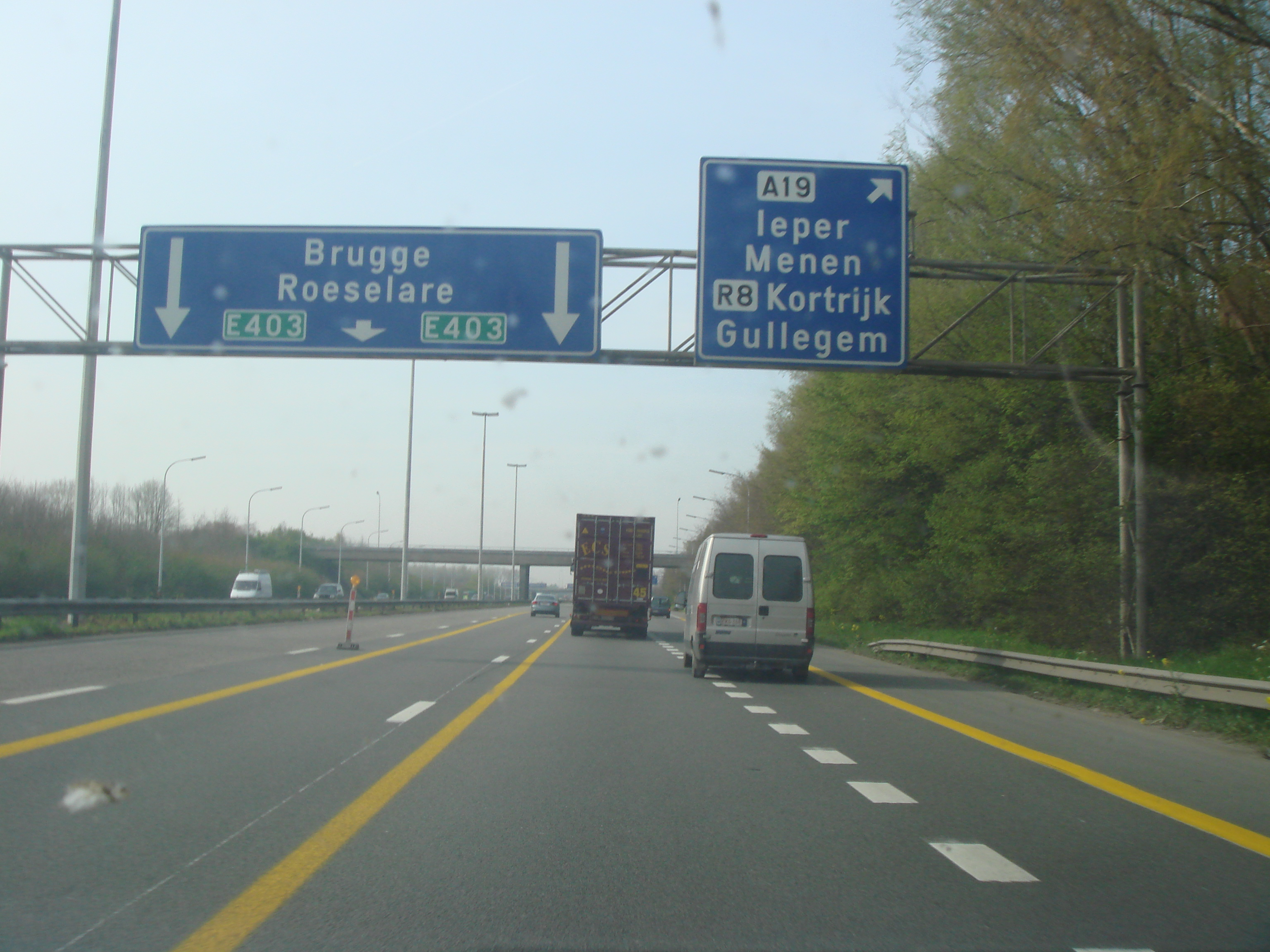
Autobahnkreuz zwischen A17 und A19